# Ghiacciaio Ermes
Il ghiacciaio Ermes (in inglese Hermes Glacier) è un ghiacciaio lungo circa 14 km situato sulla costa di Fallières, nella parte sud-occidentale della Terra di Graham, in Antartide. Il ghiacciaio, il cui punto più alto si trova 1.694 m s.l.m., fluisce verso ovest fino ad unire il proprio flusso a quello del ghiacciaio Weyerhaeuser.

## Storia
Il ghiacciaio Ermes fu mappato nel 1960 dal British Antarctic Survey, che all'epoca si chiamava ancora Falkland Islands and Dependencies Survey (FIDS), che lo scoprì dopo molti tentativi infruttuosi di trovare una strada che conducesse fuori dalle montagne a est del ghiacciaio Earnshaw. Il ghiacciaio Ermes fornì quindi una strada di ritorno ideale verso luoghi già conosciuti e fu quindi battezzato in onore di Ermes, che nella mitologia greca era anche il dio protettore dei viaggi fatti via terra. Questo nome, datogli dal Comitato britannico per i toponimi antartici, suggerì l'idea di dare nomi derivanti dagli dei dell'antica Grecia anche ad altre formazioni dell'area circostante.